# كيني ميرفي
كيني ميرفي (بالإنجليزية: Kenny Murphy)‏ هو لاعب كرة قدم ومدرب كرة قدم أسترالي، ولد في 19 يونيو 1956 في دندي في المملكة المتحدة. شارك مع منتخب أستراليا لكرة القدم. أما مع النوادي، فقد لعب مع دندي يونايتد.

## وصلات خارجية
- كيني ميرفي على موقع قاعدة بيانات كرة القدم.إي يو (الإنجليزية)
- كيني ميرفي على موقع ناشيونال فوتبول تيمز (الإنجليزية)
- كيني ميرفي على موقع عالم كرة القدم.نت (الإنجليزية)